# Joseph Dietzgen
Joseph Dietzgen, né le 9 décembre 1828 à Stadt Blankenberg, arrondissement de la Sieg (de) (en province de Rhénanie) et mort le 15 avril 1888 à Chicago, était un tanneur et philosophe socialiste autodidacte prussien.
Il fréquente les milieux révolutionnaires allemands à la fin des années 1840, et rencontre Karl Marx. Après l'échec de la révolution de 1848, il émigre aux États-Unis pendant deux ans. De retour en Allemagne, il épouse Cordula Finke, et ouvre un atelier de tannerie. Il retourne aux États-Unis de 1859 à 1861, où il est tanneur dans l'Alabama, puis émigre quatre ans à Saint-Pétersbourg, de 1864 à 1868 ; c'est là-bas qu'il écrit son premier ouvrage, Das Wesen der menschlichen Kopfarbeit (L'Essence du travail intellectuel humain). Rentré en Allemagne, il y est l'ami de Karl Marx - qui fait son éloge dans la deuxième édition du Capital au cours des années 1870.
En 1869, Dietzgen adhère au Parti ouvrier social-démocrate (SDAP), et il écrit dans L'Hebdomadaire démocratique (Demokratisches Wochenblatt) fondé par Wilhelm Liebknecht et August Bebel, où écrivent également Marx, Friedrich Engels et Moses Hess.
Dietzgen est arrêté, jugé et emprisonné trois mois à l'été 1878 pour un article intitulé « L'avenir de la social-démocratie ». En 1881, il envoie son fils Eugen aux États-Unis, pour lui permettre d'échapper à la conscription et préparer un nouvel exil. Il est candidat la même année aux élections législatives allemandes. Il rejoint son fils à New York trois ans plus tard, puis s'installe à Chicago, où il est rédacteur en chef de la revue Arbeiterzeitung ; c'est là qu'il meurt en 1888.

## Œuvres
- L'Essence du travail intellectuel humain (1865), traduit de l'allemand aux éditions Champ Libre (180 p.), Paris, en 1973. Avec préface d'Anton Pannekoek (PDF en ligne)
- L'essence du travail intellectuel. Écrits philosophiques annotés par Lénine., Présentation et traduction de J.P. Osier aux éditions François Maspero (249 p.), en 1973. (en ligne sur les archives d'Anton Pannekoek) avec
  - Le socialisme scientifique,
  - La religion social-démocrate, Six sermons,
  - La morale de la social-démocratie, Deux sermons,
  - La philosophie social-démocrate, Sept conférences,
  - L’incompréhensible. Une pièce principale de la philosophie social-démocrate,
  - Les limites de la connaissance,
  - Nos professeurs à la limite de la connaissance,
  - Incursions d'un socialiste dans la région de la connaissance, 1887
  - Connaissez-vous Josef Dietzgen ? - Vie et œuvre d'un ouvrier tanneur  philosophe socialiste autodidacte - Émission du 2/01/16 - Radio Vosstanie !